# Adrián Ferrer
Adrián Benito Ferrer (Getafe, Madrid; 15 de febrero de 2009) es un piloto de automovilismo español que compite en la ARCA Menards Series West, buscando ser el segundo piloto español en participar en una carrera NASCAR estadounidense tras Ander Vilariño, y el primero en un campeonato NASCAR estadounidense oficial. En 2024 se ha proclamado campeón de la primera temporada de la GR Cup Spain.

## Trayectoria

### Inicios

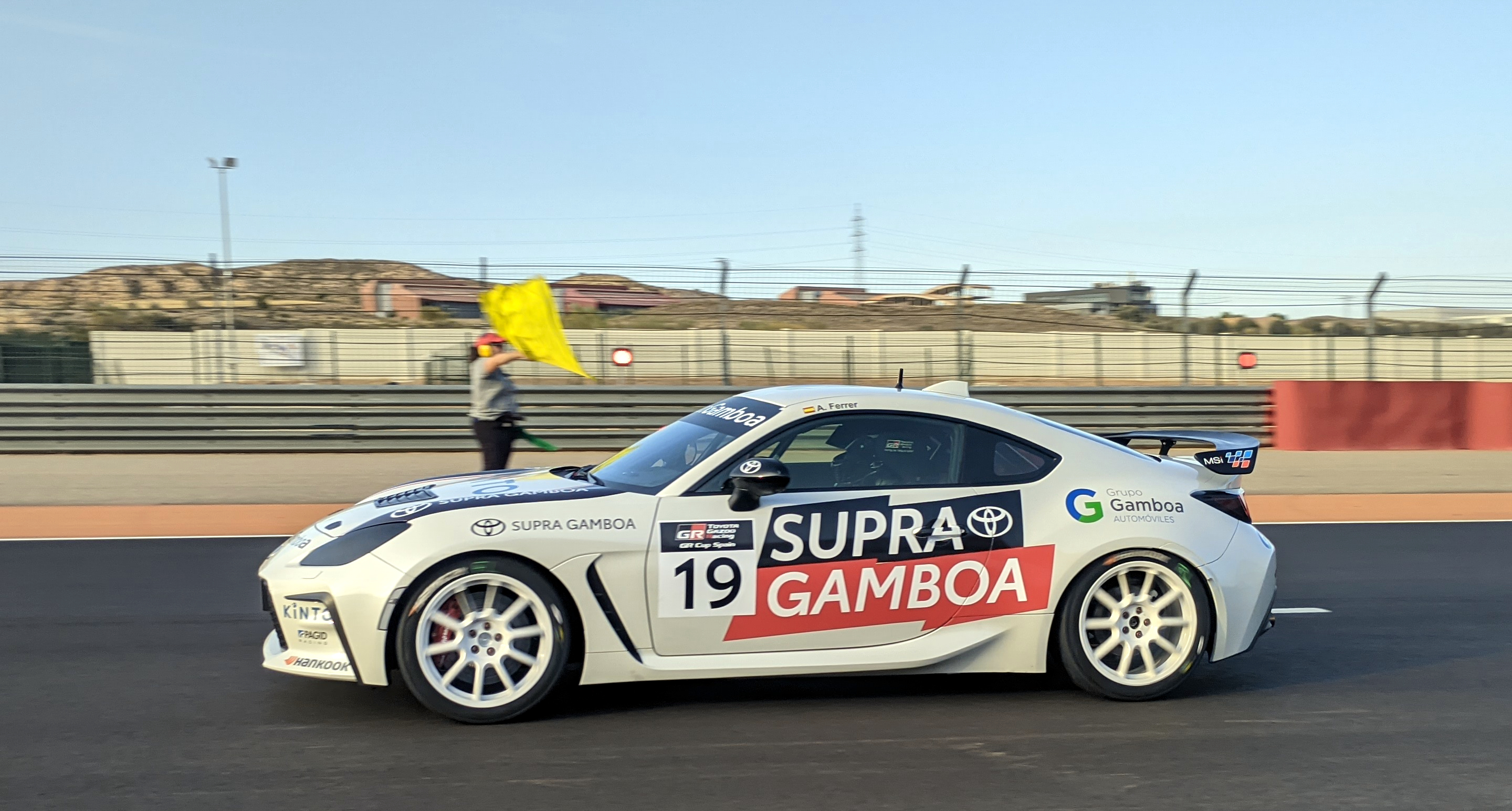
Adrián Ferrer en la GR Cup Spain 2024

Tras montarse en kart desde pequeño, y posteriormente competir en campeonatos regionales, Adrián empezó a destacar en el karting nacional en 2018 y 2019, años en los que quedó tercero del Campeonato de España en la categoría Alevín. En 2020 volvió a quedar tercero, esta vez en la categoría Mini. En 2021 fue sexto y al año siguiente noveno en la categoría Junior. 
De la mano de su nuevo mánager Fernando Navarrete, debutó en los circuitos inscribiéndose en la primera temporada de la GR Cup Spain, donde sorprendió venciendo a pilotos experimentados y rápidos como Marcos de Diego, Tony Albacete, Iván Riera o Félix Aparicio. Adrián dominó ya en la primera ronda, solo relegándose al segundo lugar en la segunda carrera tras el invitado Alejandro Cachón. Tras una mala segunda ronda, no se bajó del podio en ninguna de las cinco carreras siguientes, llevándose finalmente el título por 8 puntos de ventaja.

### ARCA
Para 2025, se anunció que Ferrer se trasladaría a Estados Unidos para disputar la ARCA Menards Series Oeste, conduciendo el Toyota No. 3 a tiempo completo para Central Coast Racing.   A finales de 2024 había pilotado a modo de test en la Farewell Extravaganza en el Irwindale Speedway. 

## Resumen de trayectoria
| Temporada | Series       | Escudería          | Carreras | Victorias | Poles | VR | Podios | Puntos | Pos. |
| --------- | ------------ | ------------------ | -------- | --------- | ----- | -- | ------ | ------ | ---- |
| 2024      | GR Cup Spain | VSR / RX ProRacing | 10       | 2         | 5     | 6  | 7      | 172    | 1.º  |
| Fuente:   |              |                    |          |           |       |    |        |        |      |

## Resultados

### GR Cup Spain
| Temporada | Escudería      | JAR | JAR | MOT | MOT | CRT | CRT | JER | JER | CAT | CAT | Pos. | Ptos. |
| --------- | -------------- | --- | --- | --- | --- | --- | --- | --- | --- | --- | --- | ---- | ----- |
| 2024      | VSR Motorsport | 1   | 2   |     |     |     |     |     |     |     |     | 1.º  | 172   |
| 2024      | RX Proracing   |     |     | 12  | Ret | 2   | 1   | 2   | 3   | 3   | 9   | 1.º  | 172   |

### ARCA Menards Series
| Año  | Equipo               | N.º | Const. | 1   | 2   | 3   | 4   | 5   | 6   | 7   | 8   | 9   | 10  | 11  | 12  | 13  | 14  | 15  | 16  | 17  | 18  | 19  | 20  |    | Pts | Ref |
| ---- | -------------------- | --- | ------ | --- | --- | --- | --- | --- | --- | --- | --- | --- | --- | --- | --- | --- | --- | --- | --- | --- | --- | --- | --- | -- | --- | --- |
| 2025 | Central Coast Racing | 3   | Toyota | DAY | PHO | TAL | KAN | CLT | MCH | BLN | ELK | LRP | DOV | IRP | IOW | GLN | ISF | MAD | DSF | BRI | SLM | KAN | TOL | -* | -*  |     |

### ARCA Menards Series Oeste
| Año  | Equipo               | N.º | Const. | 1     | 2   | 3   | 4   | 5   | 6   | 7   | 8   | 9   | 10  | 11  | 12  |    | Pts | Ref    |
| ---- | -------------------- | --- | ------ | ----- | --- | --- | --- | --- | --- | --- | --- | --- | --- | --- | --- | -- | --- | ------ |
| 2025 | Central Coast Racing | 3   | Toyota | KER 7 | PHO | TUC | CNS | KER | SON | TRI | PIR | AAS | MAD | LVS | PHO | -* | -*  | [ 18 ] |